# Румунија на Европском првенству у атлетици на отвореном 1938.
Румунија је дебитовала на европским првенствим у атлетици на 2. Европском првенству 1938. одржаном у Паризу од 7. до 9. септембра. Репрезентацију Румуније представљала су двојица атлеричара који су се такмичили у 2 дисциплине.
Представници Румуније нису освојили ниједну медаљу, нити су оборили неки рекорд а нису ни учествовали у финалним такмичењима.

## Учесници
| Дисциплина   | Спортисти    | Спортисти |
| Дисциплина   | Мушкарци     |           |
| ------------ | ------------ | --------- |
| 50 км ходање | Василе Фиреа |           |

| Дисциплина  | Спортисти      | Спортисти |
| Дисциплина  | Мушкарци       |           |
| ----------- | -------------- | --------- |
| скок мотком | Карол Eilhardt |           |

## Резултати

### Мушкарци
| Атлетичар      | Дисциплина   | Лични рекорд | Финале   | Финале     | Детаљи |
| Атлетичар      | Дисциплина   | Лични рекорд | Резултат | Место      | Детаљи |
| -------------- | ------------ | ------------ | -------- | ---------- | ------ |
| Василе Фиреа   | 50 км ходање | 5.09:39      | 5,22:31  | 9 / 9 (16) | [ 1 ]  |
| Карол Eilhardt | скок мотком  |              | 3,50     | 12 / 14    | [ 1 ]  |